# Danny Guinan

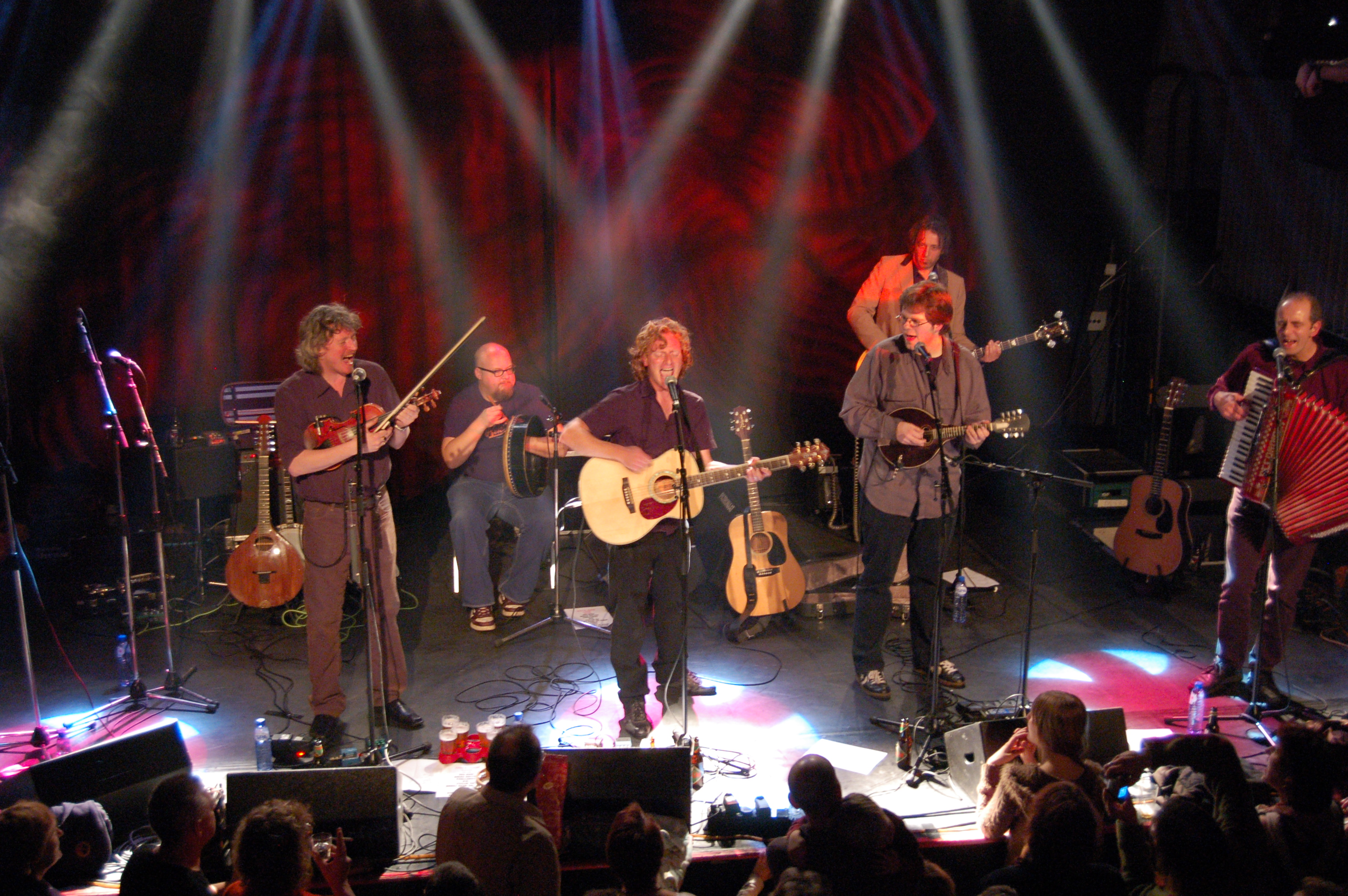
Danny Guinan (midden met gitaar) met zijn band tijdens de presentatie van de cd 'The Rise and Fall of John Doe'

Danny Guinan (spreek uit Kainun) is een Ierse singer-songwriter en gitarist afkomstig uit County Offaly in Ierland. Hij begon professioneel muziek te maken in 1990 met de Ierse band Speranza. Na de release van Speranza's positief ontvangen cd About Time in 1995 besloot Danny in 1996 vanuit Nederland zijn loopbaan solo te ontplooien. 
Hij schrijft zijn songs zonder de strakke regels van de traditionele folk. Hij is een  singer-songwriter-gitarist die zijn muziek overal in Nederland, Duitsland, België, al drie maal in Finland en natuurlijk in zijn geliefde Ierland speelt. In 1998 heeft Guinan in Duitsland Shane MacGowan van The Pogues mogen begeleiden bij de presentatie van diens cd The Crock of Gold. In 2001 speelde hij in het voorprogramma van Luka Bloom.
In 2004 speelde hij op het BROSELLA Folk & Jazz festival, in het Groentheater van het Ossegempark, dicht bij het Atomium.
Danny speelt ook regelmatig met - Siard de Jong: viool, bouzouki, mandoline, saxofoon en tin-whistle, Janos Koolen: gitaar en mandoline - Onno Kuipers: accordeon.
Danny Guinan treedt ongeveer 170 keer per jaar op door heel Europa en is een van de vrienden van Luka Bloom die ook een van de inspiratiebronnen is van Danny Guinan.

## Discografie
- 1994 Speranza
- 1995 Speranza about Time
- 1998 Danny Guinan Red
- 1998 Op compilatie van Mulligan’s Bar in Amsterdam
- 1999 A Pint of Guinan’s
- 2002 If I was Wise
- 2003 Danny Guinan & Red Live
- 2006 The Rise and Fall of John Doe